# Josef Bartončík
Josef Bartončík (18. března 1943 Pozlovice u Luhačovic – 29. srpna 2024 Rajhrad[zdroj?]) byl český a československý politik, člen Československé strany lidové (ČSL), poslanec Sněmovny lidu Federálního shromáždění za normalizace a počátkem 90. let. V letech 1989–1990 předseda Československé strany lidové. Z politiky odešel po obvinění ze spolupráce se Státní bezpečností, které bylo zveřejněno v době voleb v roce 1990. Působil jako právník a podnikatel v Brně.

## Studium
Poté, co se vyučil elektrikářem a složil úspěšně maturitní zkoušky, absolvoval při práci koncem 60. a začátkem 70. let studium na právnické fakultě tehdejší brněnské univerzity, které zakončil doktorátem.

## Politické působení

### Funkcionář Československé strany lidové
Od roku 1964 byl členem Československé strany lidové. Byl vedoucím tajemníkem ČSL v Jihomoravském kraji (1982–1989) a členem Ústředního výboru ČSL (1982–1992).
Po volbách roku 1981 zasedl do Sněmovny lidu (volební obvod č. 101 – Kroměříž-Gottwaldov, Jihomoravský kraj). Křeslo nabyl až dodatečně v lednu 1982 po doplňovacích volbách poté, co zemřel poslanec Josef Plojhar. Mandát obhájil ve volbách roku 1986 (obvod Kroměříž-Gottwaldov). Ve Federálním shromáždění setrval i po sametové revoluci. A byl za ČSL zvolen do Sněmovny lidu i ve svobodných volbách roku 1990. Ve federálním parlamentu zasedal do konce funkčního období, tedy do voleb roku 1992.
Ve stejnou dobu, kdy byl zvolen poslancem Federálního shromáždění, mu byl kvůli podezření z protistátní činnosti zabaven jako jedinému tehdejšímu poslanci diplomatický pas. Během 80. let se v rámci ČSL stával představitelem opozičního tzv. obrodného proudu, který prosazoval sebevědomější politiku lidové strany, méně závislou na Komunistické straně Československa (KSČ). Josef Bartončík byl jediným poslancem, který se zdržel hlasování ohledně pendrekového zákona na počátku roku 1989, čímž na sebe upoutal pozornost opozičních vrstev obyvatelstva.
Jeho politická kariéra vyvrcholila po sametové revoluci, kdy byl krátce předsedou Sněmovny lidu Federálního shromáždění a stal se i předsedou Československé strany lidové. 26. listopadu 1989 totiž rezignovalo dosavadní vedení strany. Ihned zahájil kroky směrem k jasnější profilaci ČSL na rodící se demokratické politické scéně. Na prosincovém jednání ÚV ČSL zdůraznil potřebu návratu ke křesťansko-sociálním ideologickým kořenům, prosazoval zahájení volební kampaně a poslancům České národní rady (ČNR) za lidovou stranu bylo uloženo, aby prosazovali zrušení interrupčního zákona. V dubnu 1990 pak za Bartončíkova předsednictví (do funkce ho právě v dubnu 1990 potvrdil 5. sjezd ČSL) došlo k vytvoření Křesťanské a demokratické unie coby širší platformy křesťanských politických proudů.

### Aféra Bartončík
Bartončíkovu politickou kariéru ale brzy přerušila aféra spojená s jeho údajnou minulostí. Těsně před volbami v polovině roku 1990 (v předvolebním moratoriu) byl Bartončík náměstkem ministra vnitra ČSFR za ODS Janem Rumlem obviněn z dřívější spolupráce se Státní bezpečností (StB) za komunistického režimu. Tento skandál pravděpodobně těžce poškodil lidovou stranu ve volbách. Ta to pociťovala jako křivdu a nefér úskok, na druhé straně však posléze připustila, že obvinění by mohlo být pravdivé – byť Bartončík sám obvinění systematicky popíral, a to i později. Strana mu nakonec odebrala předsednické pravomoci až do doby, než se otázka jeho spolupráce s StB vyřeší.
V září 1990 se ve Žďáru nad Sázavou sešel mimořádný sjezd ČSL, kde bylo voleno nové vedení. Josef Bartončík na něm znovu kandidoval na předsedu, avšak neúspěšně. Stal se však členem ÚV ČSL. Předsedou byl zvolen Josef Lux. Komise 17. listopadu v nastalých diskusích ve Federálním shromáždění specifikovala několik důkazů pro to, že Bartončík byl agentem StB, které však měly charakter spíše svědectví agentů StB než skutečných hmotných důkazů. De facto nebyl případ Bartončíkovy spolupráce s StB uspokojivě uzavřen dodnes. Dle Archivu bezpečnostních složek byl od 21. 10. 1970 veden jako agent Státní bezpečnosti.
V dalších měsících byl Josef Bartončík obviněn z toho, že během normalizace velice důsledně sloužil komunistickému režimu a tvrdě pronásledoval některé aktivní členy strany věrné politické filosofii ČSL. Šlo zejména o Augustina Navrátila, jehož vyloučení a perzekuci prosadil a jehož aktivity na podporu katolické církve a svobody vyznání mezi členy strany systematicky sabotoval.
Na sjezdu lidové strany v roce 1992 odmítl Lux Bartončíkovu rehabilitaci s odůvodněním, že komise 17. listopadu jednoznačně prokázala, že byl agentem StB. Bartončík poté ze strany spolu s 60 přívrženci odešel a založil novou stranu – Křesťanskosociální unii, kde byl zvolen jejím čestným předsedou. Tato strana ovšem nezískala výraznější vliv.
Posléze vypomáhal Bartončík svým synům v právnické kanceláři v Brně a politice se již nevěnoval.

## Úmrtí
Zemřel dne 29. srpna 2024 ve věku 81 let. Příčinou jeho úmrtí bylo náhlé selhání srdce. Pohřben byl 4. září 2024 na hřbitově v Rajhradě.